# Barbara Stettner-Stefańska
Barbara Zygmunta Stettner-Stefańska (ur. 1 kwietnia 1945 w Nowym Sączu) – polska dziennikarka, publicystka, autorka książek; zaangażowana w promocję polskiego dziedzictwa kulturowego we Francji.
Córka Zygmunta Stettnera (1912–1944) – żołnierza Armii Krajowej w Zgrupowaniu Kryska (pseud. Góral), który zginął przed jej urodzeniem w powstaniu warszawskim, podczas próby unieszkodliwienia niemieckiego Goliatha przy ulicy Rozbrat 12 w Warszawie, oraz Marii z domu Kunickiej (1909-1996). Urodziła się w Nowym Sączu, gdzie – ze względów bezpieczeństwa – przebywała czasowo po wyjeździe z okupowanej Warszawy jej matka oraz starsza siostra Alicja (1938-2014; po mężu Materska).
Po ukończeniu warszawskiego XIX Liceum Ogólnokształcącego im. Powstańców Warszawy, w latach 1963-1968 studiowała na Wydziale Polonistyki Uniwersytetu Warszawskiego (pracę magisterską przygotowała pod kierunkiem prof. Stefana Żółkiewskiego).
W latach 1973–1991 była dziennikarką Ilustrowanego Magazynu Turystycznego "Światowid", następnie pracowała w Ośrodku Badań nad Tradycją Antyczną (OBTA) Uniwersytetu Warszawskiego. Po przejściu na emeryturę pracowała na część etatu w Instytucie Dziedzictwa Narodowego, powołanym przez ówczesnego ministra kultury i dziedzictwa narodowego Kazimierza Michała Ujazdowskiego w celu badania i upowszechniania kultury polskiej, gdzie m.in. była zaangażowana w obchody 180. rocznicy urodzin Cypriana Kamila Norwida w Paryżu (jej relacje nadawane były w Radio France Internationale) oraz sprowadzenie na Wawel ziemi z domniemanego miejsca pochówku poety na cmentarzu Les Champeaux w Montmorency.
Jest m.in. autorką publikacji prasowych i książkowych poświęconych Francji i Paryżowi, stanowiących połączenie przewodnika z historyczno-eseistycznym opisem poloników francuskich. Zajmując się tematyką relacji polsko-francuskich współpracowała m.in. z księdzem infułatem Stanisławem Jeżem - rektorem Polskiej Misji Katolickiej we Francji, Leszkiem Talką - wieloletnim dyrektorem Biblioteki Polskiej w Paryżu i prezesem Towarzystwa Historyczno-Literackiego w Paryżu, Ireną Wahl-Damasiewicz - działaczką emigracyjną we Francji a także z fotografem i wykładowcą akademickim Markiem Świątkiewiczem oraz Pawłem Osikowskim z paryskiego "Głosu Katolickiego".
Publikowała m.in. w Ilustrowanym Magazynie Turystycznym "Światowid", "Rzeczpospolitej", "Poznaj swój kraj", paryskim "Głosie Katolickim". Działa na rzecz ratowania i promocji polskiego dziedzictwa kulturowego we Francji, nawiązując kontakt ze Stowarzyszeniem Polskich Kombatantów i Ich Rodzin we Francji oraz innymi organizacjami i osobami zaangażowanymi w upamiętnianie polskich śladów nad Sekwaną. Była m.in. współorganizatorką wystawy SPK "Cena wolności. Polacy na frontach II wojny światowej", prezentowanej w różnych miejscowościach Francji. Współpracowała z księdzem infułatem Witoldem Kiedrowskim (1912-2012) - działaczem emigracyjnym we Francji, prezesem Stowarzyszenia Polskich Kombatantów i Ich Rodzin we Francji, kapelanem i prałatem honorowym Jego Świątobliwości oraz kanonikiem polskiego duszpasterstwa wojskowego, podejmując się m.in. opracowania księgi pamiątkowej na stulecie jego urodzin (ze względu na śmierć duchownego, publikacja stała się albumem komemoratywnym).
Jej mężem był Andrzej Stefański (1942-2008), z wykształcenia polonista, dziennikarz Polskiej Agencji Prasowej, specjalizujący się w tematyce sportowej, członek redakcji pisma "Polska Piłka" (wydawanego przez PZPN), członek zarządu Polskiego Związku Hokeja na Lodzie. Ma dwoje dzieci: córkę Annę i syna Marcina. 
W 2001 została uhonorowana Odznaką „Zasłużony Działacz Kultury” za upamiętnianie Cypriana Kamila Norwida w ramach obchodów 180. rocznicy jego urodzin w Polsce, Francji i we Włoszech.
Mieszka w Warszawie, na Pradze-Północ.

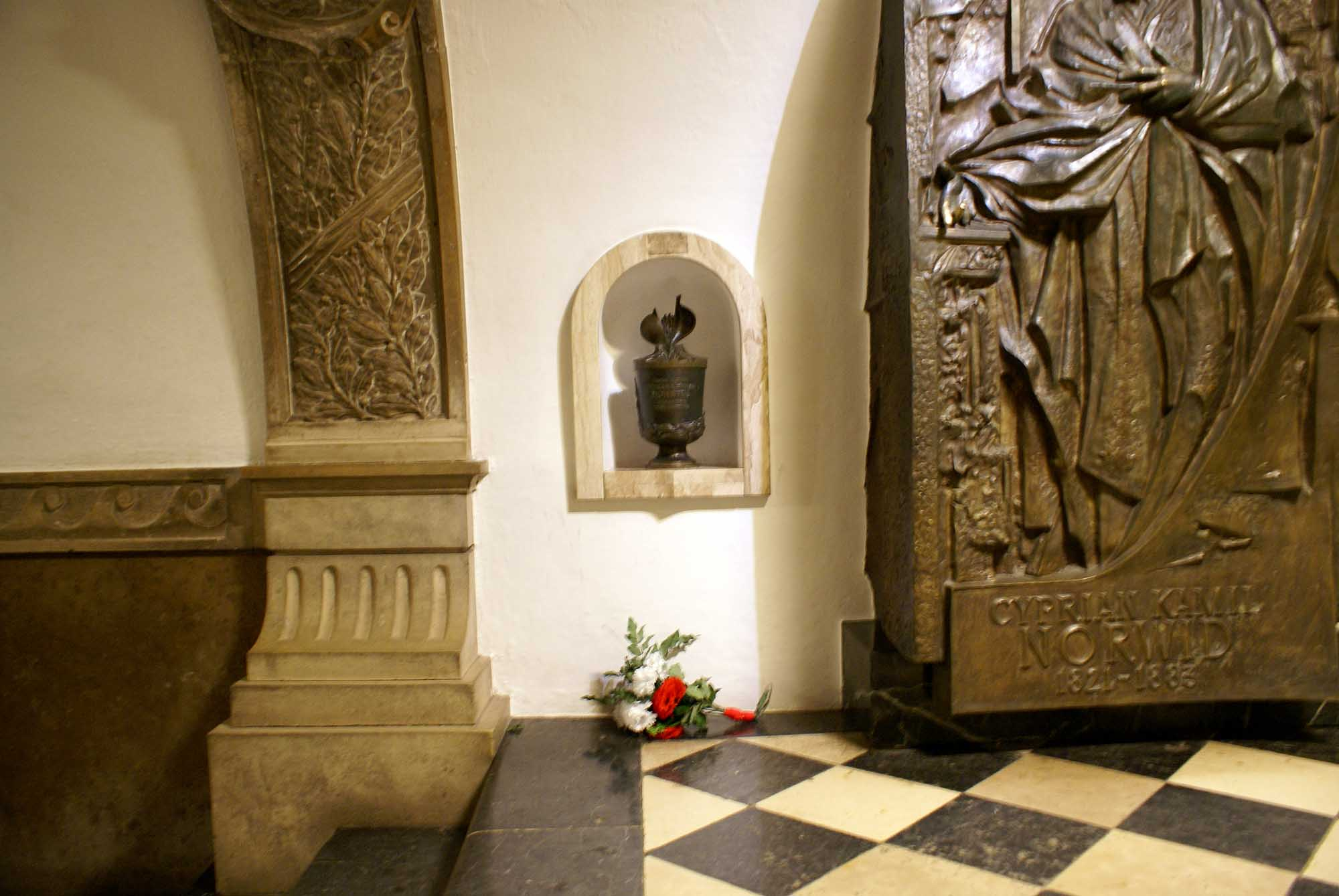
Fragment tablicy-epitafium Cypriana Kamila Norwida i urna z ziemią z jego grobu; Krypta Wieszczów Narodowych na Wawelu w Krakowie (2011)

## Twórczość

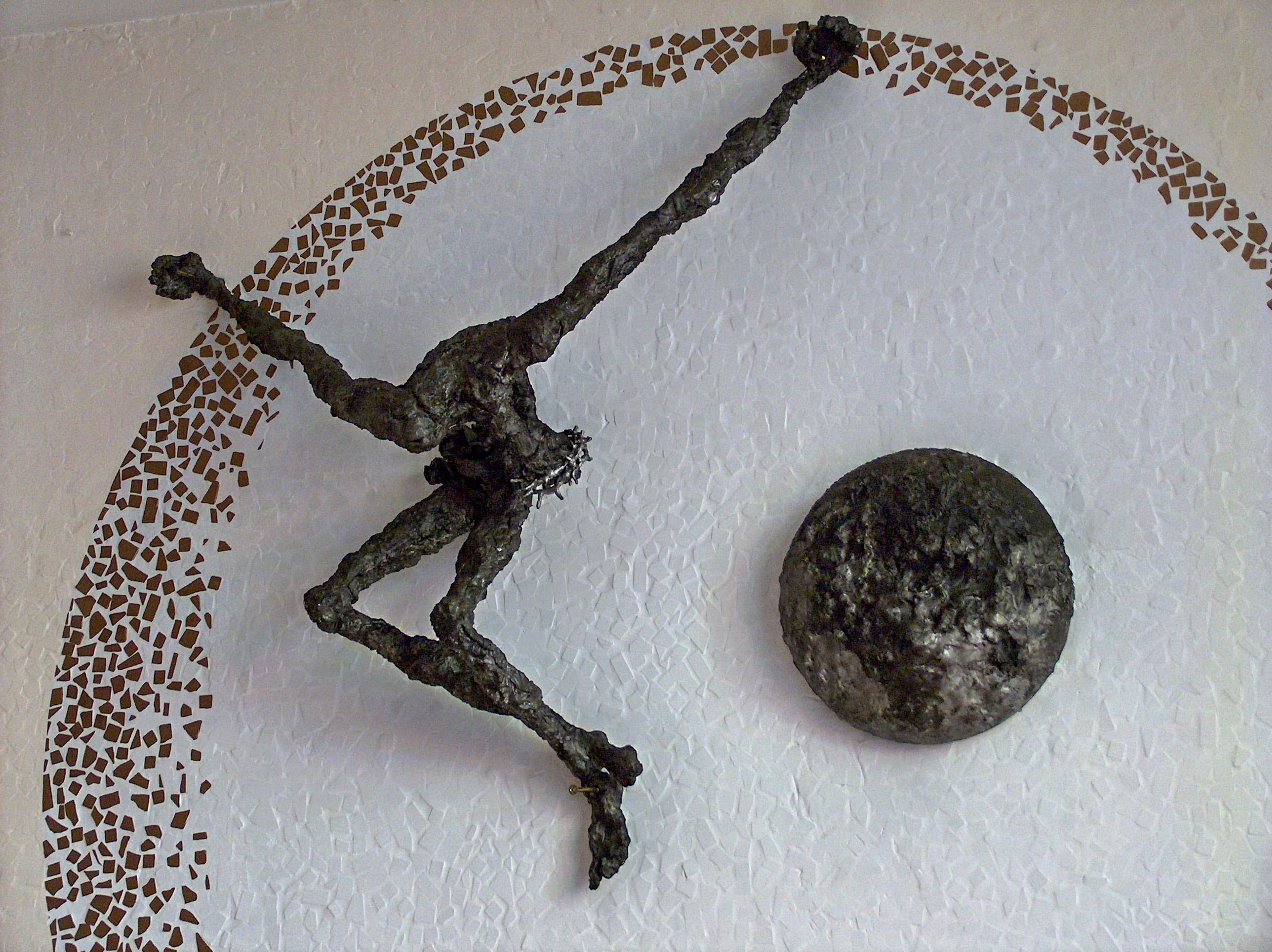
Rzeźby Witolda Urbanowicza SAC, bohatera jednej z książek Barbary Stettner-Stefańskiej – kaplica w podparyskim Osny (2006)

### Książki
- Paryż po polsku (przewodnik turystyczno-historyczny; fotografie autorki i Marka Świątkiewicza; Grupa Wydawnicza Bertelsmann Media - Horyzont, Warszawa 2001, ISBN 83-7311-147-6; wydanie drugie: Świat Książki – Bertelsmann Media, Warszawa 2005, ISBN 83-7391-808-6; wydanie trzecie zaktualizowane i uzupełnione: Goldruk Wojciech Golachowski, Nowy Sącz 2008, ISBN 978-83-247-0426-2);
- Podróż po krajach Unii Europejskiej (współautorka; wspólnie z Lilianą Olchowik-Adamowską i Tomaszem Ławeckim; Świat Książki – Bertelsmann Media, Warszawa 2004, ISBN 83-7391-391-2);
- Francja po polsku (przewodnik turystyczno-historyczny; fotografie autorki i Marka Świątkiewicza; Świat Książki – Bertelsmann Media, Warszawa 2008, ISBN 83-7391-808-6);
- Wakacje z Talleyrandem (powieść; Goldruk Wojciech Golachowski, Nowy Sącz 2008, ISBN 978-83-60900-68-0).

### Prace redakcyjne, opracowania, udział w pracach zbiorowych (wybór)
- Stefan Gaspary, Wydawnictwa muzyczne w księgarni (poradnik; autorka opracowania rozdziału dziewiątego; Zjednoczenie Księgarstwa „Dom Książki”, Warszawa 1972);
- Dni Słowackiego w Paryżu w 150 rocznicę śmierci poety. 23–25 października 1999 / Journée Słowacki à Paris à l'occasion du 150ème anniversaire de la mort du poète (współautorka opracowania, wspólnie z Tomaszem Stróżyńskim;  Polska Misja Katolicka we Francji, Paris 1999);
- Jan Kochanowski wśród znaków zapytania [w:] Małgorzata Jas, Piotr Zbróg, Janusz Detka, Przygoda z czytaniem. Podręcznik do kształcenia literacko-kulturowego. Gimnazjum, klasa 1 (tekst w pracy zbiorowej, s. 206-211; "MAC Edukacja", Kielce 2001, ISBN 83-7315-077-3);
- Kalendarium obchodów 180 rocznicy urodzin Cypriana Norwida [w:] Norwid Bezdomny. W 180 rocznicę urodzin poety (współautorka tekstu i fotografii; redakcja Jacek Kopciński; pozostali autorzy zdjęć: Marek Świątkiewicz, Bartłomiej Zborowski, Servizio Fotografico de "L’Osservatore Romano"; pozostali autorzy tekstów: Jerzy Buzek, Ryszard Legutko, Stefan Sawicki, Tymoteusz Karpowicz, Alina Merdas RSCJ, Kazimierz  Braun, ks. Antoni Dunajski, Zofia Trojanowiczowa, Michał Masłowski, Wojciech Bonowicz, Aleksander Fiut, Jacek Salij OP, Jadwiga Puzynina, Tomasz Łubieński; Instytut Dziedzictwa Narodowego – Dom Wydawniczy „Bellona”, Warszawa 2002, ISBN 83-11-09504-3);

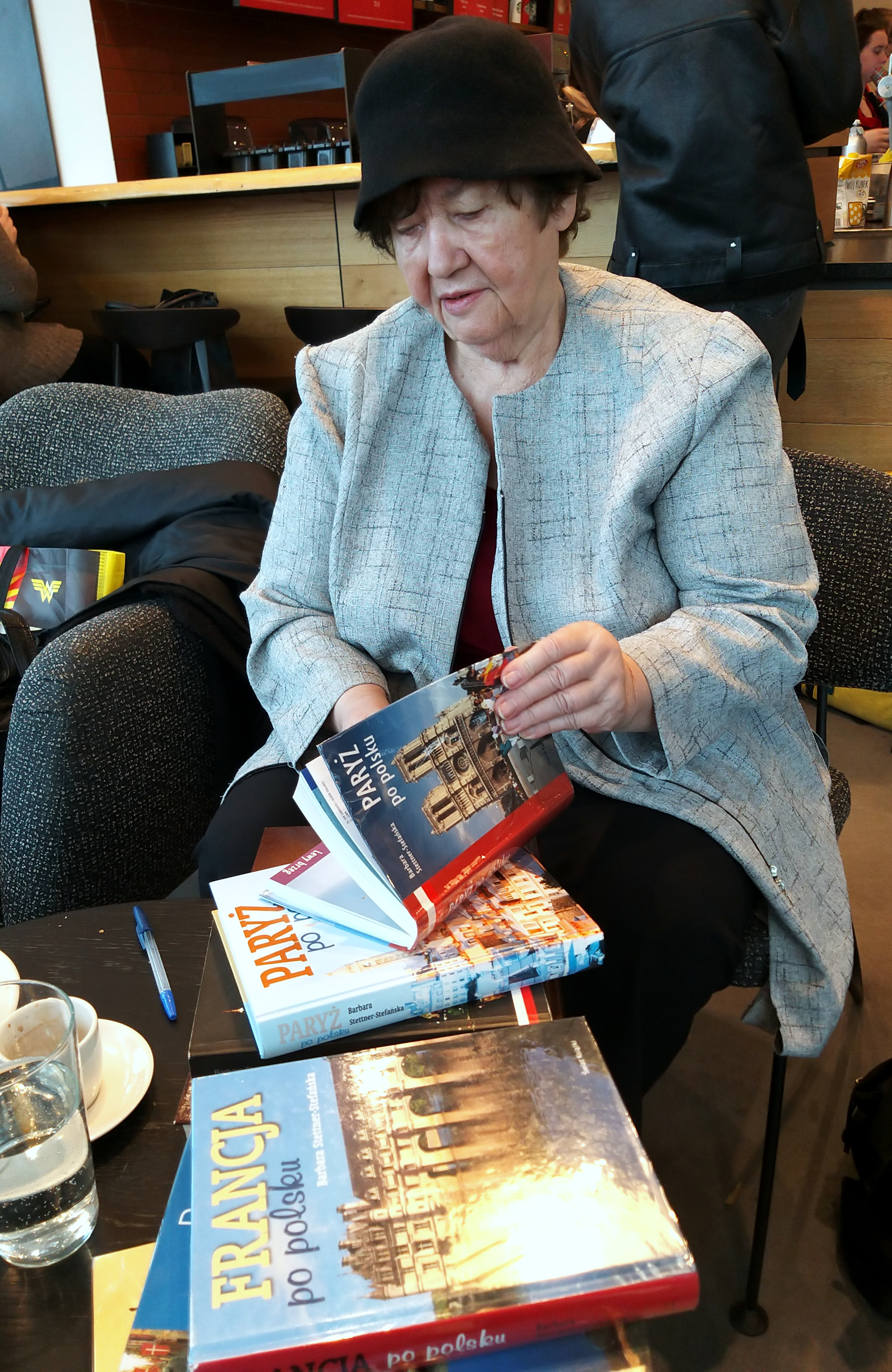
Barbara Stettner-Stefańska ze swoimi książkami: Paryż po polsku (2001, 2005) i Francja po polsku (2008) - Warszawa, 29 grudnia 2023

- Dom im. Anny i Stanisława Kozłowskich w La Ferté sous Jouarre. Polska Misja Katolicka we Francji zaprasza (autorka tekstu; Polska Misja Katolicka we Francji, Paryż 2008);
- Dom Polskiej Misji Katolickiej im. św. Maksymiliana Kolbego "Bellevue" w Lourdes. Polska Misja Katolicka we Francji zaprasza (autorka tekstu; Polska Misja Katolicka we Francji, Paryż 2008);
- Dom św. Jacka na Korsyce. Polska Misja Katolicka we Francji zaprasza (autorka tekstu; Polska Misja Katolicka we Francji, Paryż 2008);
- Willa "La Vistule" w Dinard. Polska Misja Katolicka we Francji zaprasza (autorka tekstu; Polska Misja Katolicka we Francji, Paryż 2008);
- Witold Urbanowicz. Artysta nienasycony / Witold Urbanowicz. Artiste irrassasié (album; redaktorka prowadząca; tłumaczenie na język francuski Maria Rodowicz, współpraca Gérard Guillaume; Ministerstwo Kultury i Dziedzictwa Narodowego – Departament Dziedzictwa Kulturowego, Warszawa 2011, ISBN 978-83-929227-3-5);
- Drogami życia Witolda Kiedrowskiego, kapłana i żołnierza [w:] Ksiądz infułat generał Witold Kiedrowski (1912–2012) (album monograficzny; redaktorka prowadząca, współautorka tekstu i fotografii, autorka opracowania graficznego; zawiera także tekst Danuty Olesiuk Grypsy z Majdanka; redakcja Justyna Maluga; tłumaczenie na język francuski Joanna Posyłek; Stowarzyszenie Polskich Kombatantów i Ich Rodzin we Francji Zarząd Krajowy – Wydawnictwo „Bernardinum” Sp. z o.o., Paris – Pelplin 2013, ISBN 978-83-7823-144-8);
- O Witku [w:] Witold Urbanowicz (album - katalog wystawy Muzeum Okręgowego w Suwałkach, 2 czerwca - 30 września 2017; publikacja w języku polskim i francuskim; współautorka; koncepcja, redaktor prowadzący Eliza Ptaszyńska; Muzeum Okręgowe w Suwałkach 2017, ISBN 978-83-61494-41-6).

## Odznaczenia
- Krzyż Kawalerski Orderu Odrodzenia Polski (2025)[11]